# Jessy Matador
Jessy Matador, rođen kao Jessy Kimbangi (Demokratska Republika Kongo, 27. listopada 1982.) je francuski pjevač rođen u Demokratskoj Republici Kongo i predstavnik Francuske na Eurosongu 2010.

## Biografija
Rođen je u Kongu, 27. listopada 1982. kao Jessy Kimbangi. Svoju estradnu karijeru započinje 2001. i to kao plesač. Uskoro se pridružio grupi Les cœurs brisés s kojom je bio na turnejama po Sjedinjenim Državama, Kongu, Ujedinjenom Kraljevstvu, Kanadi i Italiji. 
Godine 2005. osniva vlastitu skupinu, nazvanu La Sélésao, koju su, uz njega, sačinjavali Dr.Love, Linho i Benkoff. Isti članovi će uskoro postati osnivači grupe Magic System. Godine 2007. potpisali su ugovor s Oyas Recordsom, da bi na proljeće 2008. potpisali s Wagram Recordsom. 
Svoj debitantski singl, Décalé Gwada izdaju u lipnju 2008. Pjesma je bila uspješna i opisana je kao jedan od ljetnih hitova te sezone. Dana 24. studenog 2008. grupa izdaje album African New Style u kojem kombinira tradicionalnu afričku i karipsku glazbu s novim, urbanim stilovima. 
U prosincu 2008. izlati im drugi singl, Mini Kawoulé. Dana 24. veljače 2010., francuska televizija objavila je kako će Jessy Matador predstavljati Francusku na Eurosongu 2010. s pjesmom Allez! Ola! Olé!. Pjesma je predstavljena 19. ožujka 2010., ali pod naslovom Allez Ola, dok je u Oslu nastupao u finalu, 29. svibnja 2010.

## Diskografija

### Albumi
| Godina | Naslov                                 | Uspjeh na ljestvicama | Uspjeh na ljestvicama | Uspjeh na ljestvicama |
| Godina | Naslov                                 | FRA                   | FRA (DD)              | BEL (Wa)              |
| ------ | -------------------------------------- | --------------------- | --------------------- | --------------------- |
| 2008.  | Afrikan New Style - Kuća: Wagram Music | 93                    | -                     | -                     |
| 2010.  | Electro Soukouss - Kuća: Wagram Music  | 42                    | TBA                   | TBA                   |

### Singlovi
Allez! Ola! Olé!

| Godina | Singl             | Uspjeh na ljestvicama | Uspjeh na ljestvicama | Album             |
| Godina | Singl             | FRA                   | BEL (Wa)              | Album             |
| ------ | ----------------- | --------------------- | --------------------- | ----------------- |
| 2008.  | Décalé Gwada      | 14                    | 23                    | Afrikan New Style |
| 2009.  | Mini Kawoulé      | 16                    | -                     | Afrikan New Style |
| 2009.  | Y'a qu'à demander | 15                    | -                     | Afrikan New Style |
| 2010.  | Allez! Ola! Olé!  | TBA                   | TBA                   | Electro Soukouss  |